# Esch (Bad Münstereifel)
Esch is een plaats in de Duitse gemeente Bad Münstereifel, deelstaat Noordrijn-Westfalen.